# 토마스 빌룸 옌센
토마스 빌룸 옌센(Tomas Villum Jensen, 1971년 4월 12일 ~ )은 덴마크의 배우, 영화 감독, 영화배우이다.
덴마크에서 태어났다.

## 영화
- G-포스: 기니피그 특공대 (2009년)
- 터질거야 (2006년)
- 아담스 애플 (2005년)
- 정육점의 비밀 (2003년)
- 올드 맨 인 뉴 카 (2002년)
- 오픈 하트 (2002년)
- 카운트 악셀 (2001년)
- 마이 시스터스 키즈 (2001년)
- 러브 히컵 (1999년)
- 엔젤 오브 나이트 (1998년)
- 파이널 아워 (1995년)
- 잃어버린 봄 (1993년)